# Arhyssus crassus
Arhyssus crassus är en insektsart som beskrevs av Harris 1942. Arhyssus crassus ingår i släktet Arhyssus och familjen smalkantskinnbaggar. Inga underarter finns listade i Catalogue of Life.